# Posadas (Córdoba)
Posadas este un oraș din Spania, situat în provincia Cordoba din comunitatea autonomă Andaluzia. Are o populație de 7.360 de locuitori.